# Serra de la Garrigota
La Serra de la Garrigota és una serra situada entre els municipis d'Avinyó i de Sallent, a la comarca del Bages, amb una elevació màxima de 504 metres.